# Shiri Maimon
Shiri Maimon, född 17 maj 1981 i Haifa, är en israelisk sångerska som representerade sitt land i Eurovision Song Contest 2005 där hon lyckades ta sig till final och slutade på en fjärde plats.